# Onde acoustique de surface
Pour les articles homonymes, voir onde (homonymie).
Une onde acoustique de surface (SAW pour Surface Acoustic Wave -- une onde acoustique se réfère a la propagation du son) est une onde élastique qui se propage à la surface d'un matériau élastique (en général un solide), avec une amplitude qui décroît avec la profondeur du substrat.

## Historique
Les ondes élastiques de surface ont été découvertes par Lord Rayleigh, il décrit dans son article datant de 1885 le mode de propagation ainsi que les propriétés de ce type d'onde.
L'onde de Rayleigh, nommée ainsi après sa découverte, est composée d'une partie longitudinale et d'une partie transversale verticale. Depuis d'autres types d'ondes de surface ont été découverts telles que l'onde de Love, l'onde SH (Shear-Horizontal) ou bien encore l'onde de Sezawa s'appuyant sur des couplages entre onde longitudinale et transversale (verticale et horizontale) différents.

## Théorie

### Équations de propagation dans un solide
Supposons un matériau linéaire isotrope, le déplacement des points du solide est régi par l'équation de Navier :
Ou {\displaystyle \lambda } et {\displaystyle \mu } sont les coefficients de Lamé et {\displaystyle {\vec {u}}} le champ des déformations.
Via le Théorème de Helmholtz-Hodge, il est alors possible de décomposer cette équation en deux équations d'ondes :
Correspondant à la propagation des ondes longitudinales et 
Correspondant à la propagation des ondes transversales qui ne peuvent exister dans un milieu fluide.

## Applications
Les ondes de surface se propagent seulement en surface d'un solide, ce qui limite ainsi leurs pertes ("peu" de molécules impliquées dans la propagation). Cette faible atténuation, ajoutée à une vitesse de propagation inférieure à celle d'une onde élastique "classique", a permis de développer des dispositifs électroniques pour le traitement du signal (Filtre à onde de surface) qui équipent maintenant les téléphones portables, bipeurs ou bien encore les télévisions.
Lorsque le support solide de l'onde est surmonté par un  fluide, il s'opère alors un couplage entre les deux milieux, ouvrant la porte à des applications biologiques, microfluidiques telles que les laboratoires sur puce.
Une application plus commune est un type d'écran tactile, en effet un doigt peut être considéré comme un fluide. On peut alors détecter la position de celui-ci sur une surface balayée par des ondes élastiques de surface.
Les propriétés piézoélectriques de certains matériaux permettent de générer des ondes acoustiques à leur surface. La propagation de ces ondes est sensible à différentes grandeurs physiques telles que la pression ou la température que l'on peut alors mesurer. On peut également sensibiliser la surface pour la rendre sensible à la concentration de certains gaz ou aux champs magnétiques. Ce principe sert de base aux capteurs à ondes acoustique de surface.
En réalité virtuelle, on cherche à recréer les sensations  haptiques comme la rugosité. Grâce à l'envoi de bursts (paquets d'ondes) d'ondes élastiques de surface, il est possible de reproduire certaines de ces sensations tactiles.

## Observation des ondes de surface

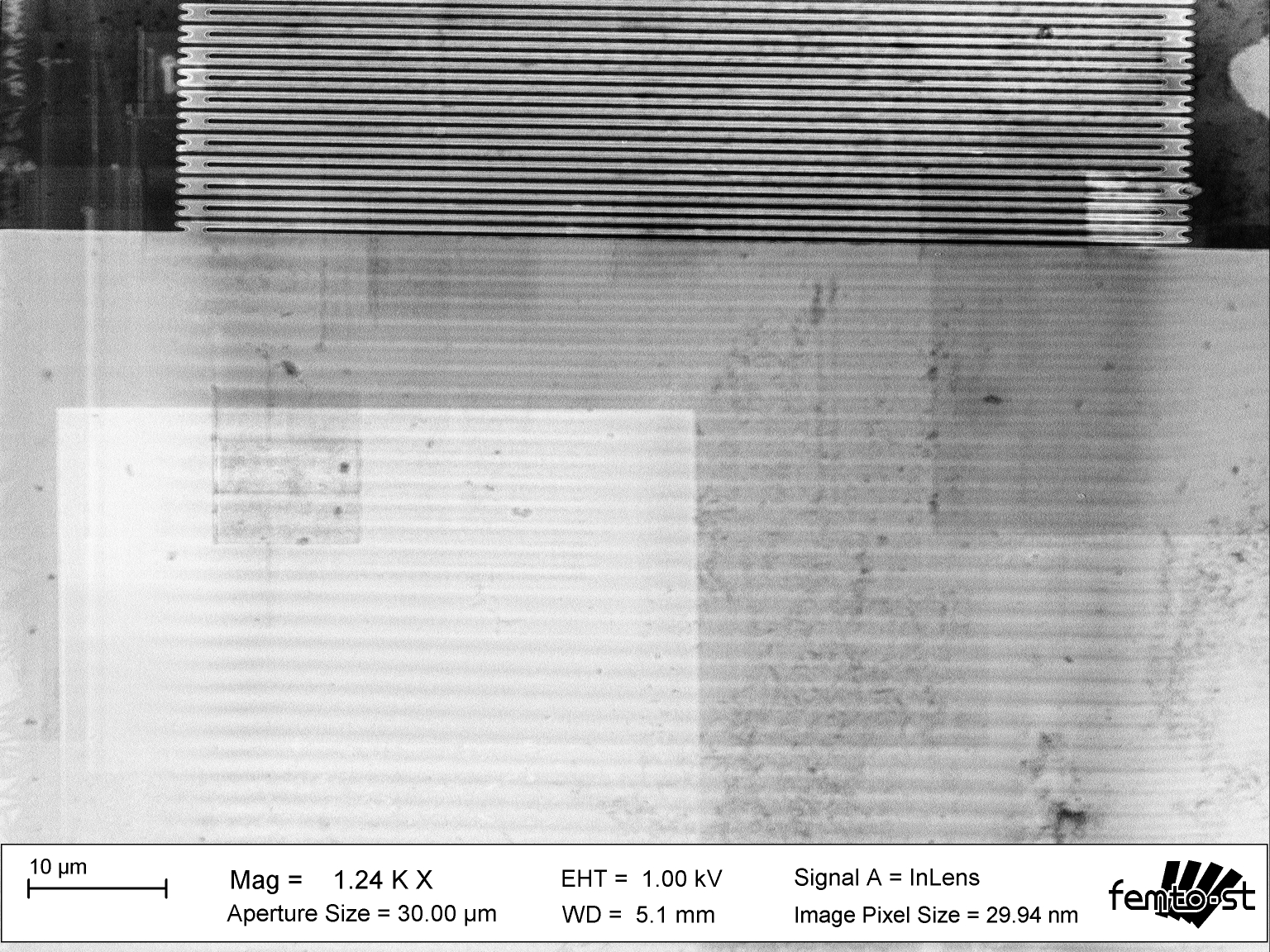
Observation d'une onde de Rayleigh par microscope électronique à balayage

Une onde élastique est classiquement générée sur un substrat piézoélectrique sur lequel des électrodes en structures interdigitées ont été déposées par lithographie. Sous réserve que la longueur de recouvrement des électrodes soit suffisante (ouverture du transducteur), le faisceau de l'onde élastique résultant de la conversion électromécanique par effet piézoélectrique inverse est fortement collimaté. Cette propriété est observée, pour la composante hors-plan de la vibration, par interférométrie optique : le transducteur à onde élastique forme un bras d'un interféromètre de Michelson, avec hétérodynage si la phase du signal doit être mesurée (afin de s'affranchir de la dérive de phase lente due aux fluctuations de l'environnement pendant la mesure). Une méthode optique ne peut pas mesurer la composante de vibration dans le plan, et dans ce cas une mesure par microscopie électronique à balayage permet d'observer l'onde par déflexion des électrons illuminant la surface sous l'effet du champ électrique associé à la propagation de l'onde élastique sur un substrat piézoélectrique . Cette mesure n'est cependant pas quantitative, contrairement à la méthode optique.